# La isla deshabitada (García)
La isla deshabitada (título original en italiano: L’isola disabitata) es una ópera de cámara con música de Manuel del Pópulo Vicente García y libreto en italiano de Pietro Metastasio. Se estrenó en 1831.

## Historia

### Precedentes
El libreto de Pietro Metastasio es un encargo de su amigo el cantante Farinelli para una ópera que sería estrenada en exclusiva en la corte de Madrid. El libreto adquirió gran relevancia y a partir de él se escribieron muchas recomposiciones líricas, entre ellas la que nos ocupa, en fecha muy posterior incluso a la muerte de ambos, y se estrenó con poco éxito un año antes de la muerte de su compositor. Esta es una de las últimas versiones que se compusieron a partir del argumento; sin embargo, conserva, como en la idea original, la intención de que fuera una pieza de pequeño formato: así, se compuso para cuatro voces y acompañamiento de piano. La ópera exige un registro vocal muy amplio, con abundancia de escalas, trinos y arpegios que requieren gran precisión rítmica y de entonación.

### Representaciones
Apenas hay noticia de representaciones de esta ópera; permanecía en el olvido hasta que en el 11 de febrero de 2010 el director de escena Emilio Sagi hiciese un montaje de la misma en una coproducción entre el Teatro Arriaga de Bilbao y el Teatro de la Maestranza de Sevilla con dirección musical de Rubén Fernández Aguirre.
El doble reparto que se alternó hasta el día 14 fue:
Constanza -  Sopranos: Ainhoa Zuazua, M.ª Carmen Romeo
Silvia -  Mezzosopranos: Marifé Nogales, Maite Maruri
Gernando -  Tenores: Gabriel Blanco,  Jesús Álvarez
Enrico -  Barítonos: Marc Canturri y César San Martín
Los días 13, 15 y 17 de mayo de 2015 se representó en Madrid en los Teatros del Canal.
Aquí los papeles fueron cantados por la soprano Berna Perles, de nuevo la mezzo Marifé Nogales, el tenor Jorge Franco y también repitió su rol César San Martín.

## Argumento
La ópera relata la historia de Constanza y Silvia, dos hermanas que sufren una tormenta en un barco junto a Gernando, el novio de la primera, y acaban en una isla desierta. Unos piratas secuestran a Gernando, pero las mujeres piensan que las ha traicionado abandonándolas a su suerte hasta que 13 años después Gernando y su amigo Enrico regresan a la isla para rescatarlas.